# Monica Bertini
Monica Bertini (Parma, 14 de mayo de 1983) es una periodista y presentadora de televisión italiana, especializada en el sector deportivo.

## Biografía
Monica Bertini después de completar sus estudios en la escuela secundaria lingüística, dejó Parma para mudarse a Milán, donde se matriculó en la facultad de ciencias de la comunicación y el entretenimiento en la universidad IULM. Tras graduarse, con la tesis titulada La noticia entre la ética periodística y la ética judicial, cursó un máster en periodismo deportivo televisivo para iniciar su carrera profesional, que la llevó a dar sus primeros pasos en el contexto local entre È TV y Radio y Tv Parma, convirtiéndose en periodista independiente en la orden de los periodistas de Emilia-Romaña.
Después de su aprendizaje, en enero de 2013 fue contratada por Sportitalia, donde fue primero como presentadora de las noticias de Sportitalia24, luego de los programas dedicados al campeonato de la Serie B (Speciale Serie B y Speciale Serie B Live), así como programas diarios relacionados con el mercado de fichajes y las noticias de fútbol de Sportitalia (Aspettando Pressing, Speciale Calciomercato, Solo Calcio).
En febrero de 2014, aterrizó en Sky Sport, donde estuvo entre los presentadores de las noticias de Sky Sport24, además de conducir la transmisión de la Serie B de Campo Aperto.
Tras la experiencia en Sky, en 2016 se trasladó a Mediaset, donde repartió su tiempo entre Premium Sport e Italia 1. También es presentadora y autora de Serie A Live, transmisión dominical dedicada al máximo campeonato de fútbol con entrevistas previas y posteriores a los partidos y con los protagonistas de los partidos de la ronda de la Serie A; Casa Premium y Road to Cardiff, programas dedicados a las finales de la UEFA Champions League 2015-2016 y 2016-2017. Mientras tanto, toma el examen estatal y se convierte en periodista profesional. La cadena de televisión en abierto, por su parte, la eligió como presentadora del informativo deportivo Sport Mediaset y de la Supercopa de Europa de 2016. Con motivo de la Copa del Mundo de 2018, Italia 1 le confía primero el sorteo de los calendarios, luego el programa diario Casa Russia del que es una de las autoras. También con motivo del Mundial de Russia 2018, fue invitada habitual del programa de Canale 5 Balalaika - Dalla Russia col pallone y comentarista de otros programas deportivos como Mai dire Mondiali FIFA y Tiki Taka - Il calcio è il nostro gioco. Presentadora de Hit on Ice, el tradicional evento de Año Nuevo de Italia 1 y talento del programa Drive Up, para La5 participa en el programa de fitness Gym Me Five y en la sitcom Ricci e Capricci. Madrina de la temporada 2019-2020 de la Serie B, fue elegida presentadora de los calendarios del campeonato cadete también para la temporada siguiente, con la ceremonia celebrada en Pisa en Piazza Duomo el 9 de septiembre de 2020. Después de reemplazar a su colega Giorgia Rossi para un episodio de Pressing Serie A en ese año, a partir del 22 de agosto de 2021 presenta junto con Massimo Callegari el domingo por la noche Pressing - Prima serata en Rete 4 primero y Pressing en Italia 1 luego; en la misma temporada presenta las Speciale Qualifiche Mondiali el 20, las noticias de Sport Mediaset en Italia 1, los episodios de Tiki Taka en Italia 1 el 10 y 17 de enero de 2022 con Piero Chiambretti conectado desde casa por el positivismo al COVID- 19 así como la Supercoppa italiana LIVE y Coppa Italia LIVE. En la temporada 2022-2023 sigue presentando los informativos de Sport Mediaset, Coppa Italia LIVE, Supercoppa Italiana LIVE y Pressing los domingos por la noche y los miércoles para los turnos de mitad de semana en Mediaset Infinity e Italia 1 siempre flanqueado por Massimo Callegari así como por Ballon d'Or, el especial de la entrega del Balón de Oro 2022, el 20.

## Programas de televisión
| Año           | Título                                         | Cadeña            | Cadeña            | Role       | Notas  |
| ------------- | ---------------------------------------------- | ----------------- | ----------------- | ---------- | ------ |
| 2013          | Aspettando Calciomercato                       | Sportitalia       | Sportitalia       | Conductora |        |
| 2013          | Speciale Calciomercato                         | Sportitalia       | Sportitalia       | Conductora |        |
| 2013          | Solo Calcio                                    | Sportitalia       | Sportitalia       | Conductora |        |
| 2013          | Speciale Serie B                               | Sportitalia       | Sportitalia       | Conductora |        |
| 2013          | Speciale Serie B Live                          | Sportitalia       | Sportitalia       | Conductora |        |
| 2015-2016     | Campo Aperto Serie B                           | Sky Sport         | Sky Sport         | Conductora |        |
| 2016          | Casa Premium - Champions League                | Premium Sport     | Premium Sport     | Conductora |        |
| 2016          | Supercoppa europea                             | Italia 1          | Italia 1          | Conductora |        |
| 2017          | Sorteggio della Coppa del mondo 2018           | Italia 1          | Italia 1          | Conductora |        |
| 2017          | Road to Cardiff - Champions League             | Premium Sport     | Premium Sport     | Conductora |        |
| 2017-2018     | Serie A Live                                   | Premium Sport     | Premium Sport     | Conductora |        |
| 2017-2018     | Tiki Taka - Il calcio è il nostro gioco        | Italia 1          | Canale 5          | Conductora |        |
| 2018          | Casa Russia                                    | Italia 1          | Italia 1          | Conductora |        |
| 2018          | Balalaika - Dalla Russia col pallone           | Canale 5          | Canale 5          | Conductora |        |
| 2018          | Mai dire Mondiali FIFA                         | Mediaset Extra    | Mediaset Extra    | Invitada   |        |
| 2019          | Gym Me Five                                    | La5               | La5               | Conductora |        |
| 2019          | Ricci e Capricci                               | La5               | La5               | Conductora |        |
| 2019          | Hit on Ice                                     | Italia 1          | Italia 1          | Conductora |        |
| 2019          | Calendario della stagione 2019-2020 di Serie B | Rai Sport         | DAZN              | Conductora |        |
| 2019          | Drive Up                                       | Italia 1          | Italia 1          | Conductora |        |
| 2020          | Pressing Serie A                               | Italia 1          | Italia 1          | Conductora | [ 18 ] |
| 2021-presente | Sport Mediaset                                 | Italia 1          | Italia 1          | Conductora |        |
| 2021          | Pressing - Prima serata                        | Rete 4            | Rete 4            | Conductora |        |
| 2021-2022     | Speciale Qualifiche Mondiali                   | 20                | 20                | Conductora |        |
| 2021-presente | Pressing                                       | Italia 1          | Italia 1          | Conductora |        |
| 2022-presente | Pressing                                       | Mediaset Infinity | Mediaset Infinity | Conductora |        |
| 2021-presente | Coppa Italia LIVE                              | Italia 1          | Italia 1          | Conductora |        |
| 2022-presente | Coppa Italia LIVE                              | Canale 5          | Canale 5          | Conductora |        |
| 2022-presente | Coppa Italia LIVE                              | 20                |                   | Conductora |        |
| 2022          | Tiki Taka - La repubblica del pallone          | Italia 1          | Italia 1          | Conductora | [ 19 ] |
| 2022-presente | Supercoppa italiana LIVE                       | Canale 5          | Canale 5          | Conductora |        |
| 2022          | Ballon d'Or                                    | 20                | 20                | Conductora |        |